# Austroriella
Austroriella, monotipski rod jetrenjarnica iz porodice Riellaceae, dio je reda Sphaerocarpales. Jedina vrsta je A. salta, australski endem iz Zapadne Australije, opisan 2013. godine.